# Specie di Lycosidae
L'elenco esaustivo delle specie della famiglia di aracnidi Lycosidae è alquanto lungo.
Si è provveduto a dividerlo nella seguenti sottopagine:
- Per le specie incluse in generi che hanno per iniziale dalla lettera A alla lettera E: Specie di Lycosidae (A-E)
- Per le specie incluse in generi che hanno per iniziale dalla lettera F alla lettera O: Specie di Lycosidae (F-O)
- Per le specie incluse in generi che hanno per iniziale la lettera P: Specie di Lycosidae (P)
- Per le specie incluse in generi che hanno per iniziale dalla lettera Q alla lettera Z: Specie di Lycosidae (Q-Z)